# Silverwater
Silverwater est une ville-banlieue australienne de l'agglomération de Sydney, située dans la zone d'administration locale de Parramatta en Nouvelle-Galles du Sud. 

## Géographie
Silverwater est située à environ 20 km à l'ouest du centre d'affaires de Sydney, au sud d'Ermington, au nord d'Auburn, à l'est de Newington et à l'ouest de Rosehill.

## Histoire
À partir de 1906, Silverwater fait partie du conseil d'Auburn, dissous en 2016, avant d'être rattachée à la ville de Parramatta.

## Démographie
| 2001  | 2006  | 2011  | 2016  | 2021  |
| ----- | ----- | ----- | ----- | ----- |
| 1 106 | 2 890 | 3 162 | 4 166 | 3 600 |